# ساينز سارو
ساينز سارو (باليابانية: サイエンスSARU) هو إستديو أنمي ياباني تأسس عام 2013 على يد المخرج ماساكي يواسا. شعار الإستديو هو القرد. ويقع مقر الإستديو في طوكيو.

## أعمال الإستديو

### مسلسلات أنمي تلفزيونية
| السنة | المسلسل                   | المخرج                                             |
| ----- | ------------------------- | -------------------------------------------------- |
| 2014  | بينغ بونغ                 | ماساكي يواسا                                       |
| 2019  | سوبر شيرو                 | ماساكي يواسا ، توموهيسا شيموياما (الإخراج الرئيسي) |
| 2020  | أبعدوا أيديكم عن إيزوكين! | ماساكي يواسا                                       |
| 2021  | حكاية الهيكي              | ناوكو يامادا                                       |

### أنمي الإنترنت
| السنة | المسلسل                | المخرج                                           |
| ----- | ---------------------- | ------------------------------------------------ |
| 2018  | ديفل مان: الطفل الباكي | ماساكي يواسا                                     |
| 2020  | غرق اليابان 2020       | ماساكي يواسا، بيون-غانغ هو (مخرج السلسلة)        |
| 2021  | حرب النجوم: الرؤى      | آبيل غونغورا ("T0-B1")، يونيونغ تشوي ("أكاكيري") |
| 2022  | بلوز تاتامي آلة الزمن  | شينغو ناتسومي                                    |

### أفلام أنمي
| السنة | الفيلم                   | المخرج       |
| ----- | ------------------------ | ------------ |
| 2017  | الليل قصير، سيري يا فتاة | ماساكي يواسا |
| 2017  | لو فوق الحائط            | ماساكي يواسا |
| 2019  | أركب الأمواج معك         | ماساكي يواسا |
| 2022  | إينو-أو                  | ماساكي يواسا |